# Костёл Святой Троицы (Любомль)
Костёл Святой Троицы — действующий римско-католический храм в Любомле Волынской области Украины. Старейшее римско-католическое сооружение на Волыни.

## История
Костёл сооружён в 1412 году польским королём Ягайлом. В 1764 году рядом с костёлом была построена колокольня. 
После 1945 года в костёле размещался склад соли, потом храму нанесён значительный урон. В 1992 году костёл вернули римо-католикам, а 14 июня 1992 года храм был освящён.

## Галерея

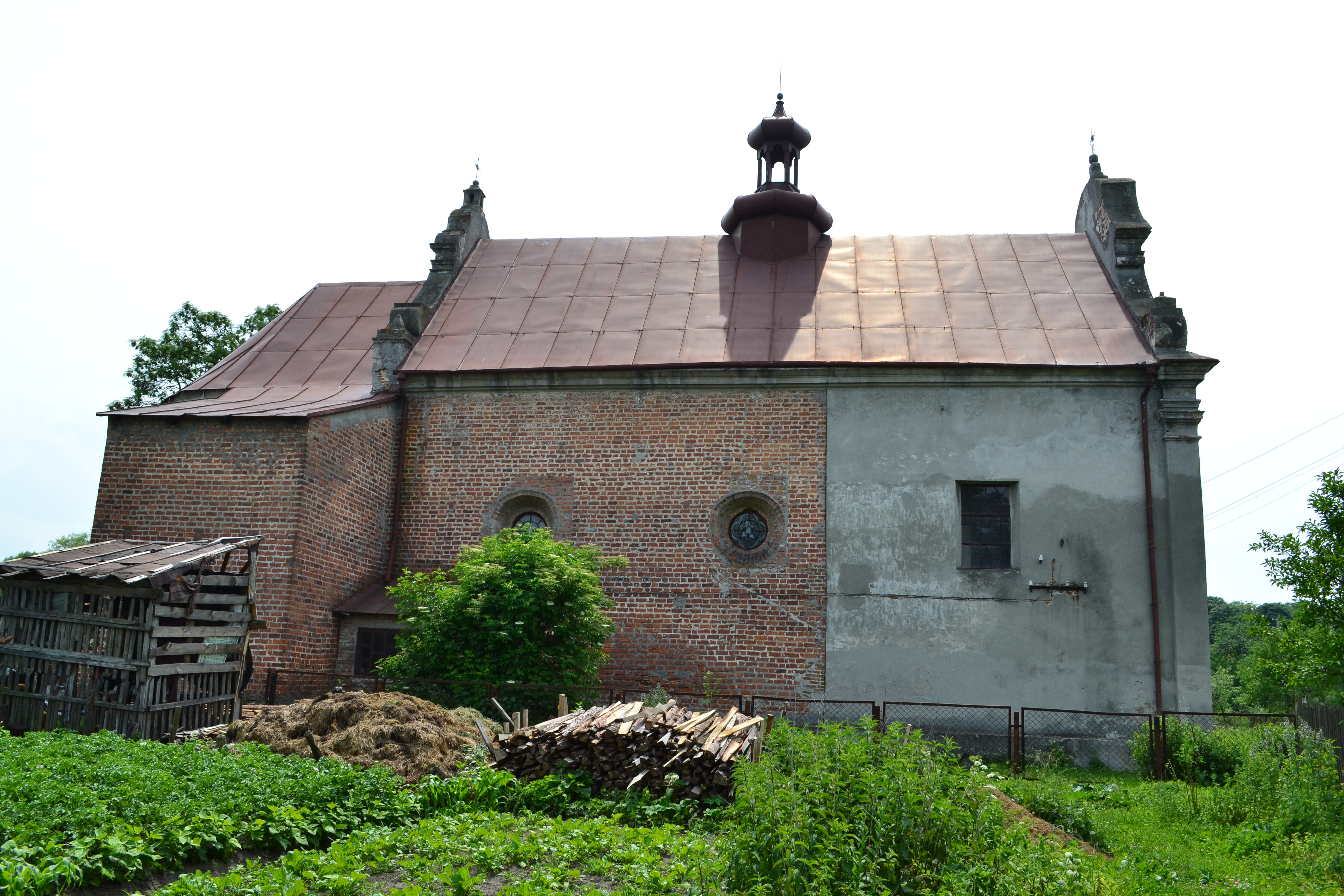
Северная стена костёла
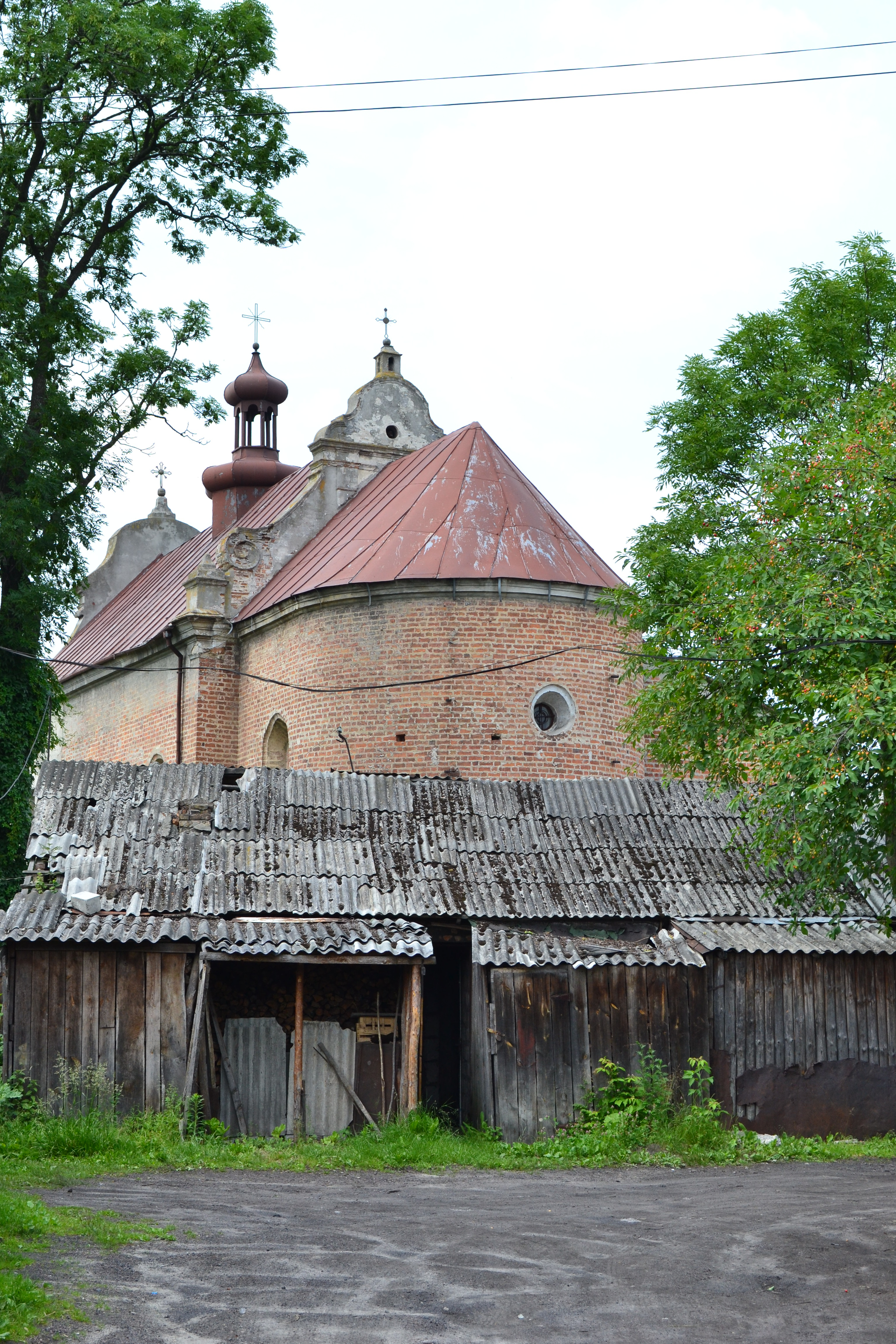
Костёл з южно-восточной стороны
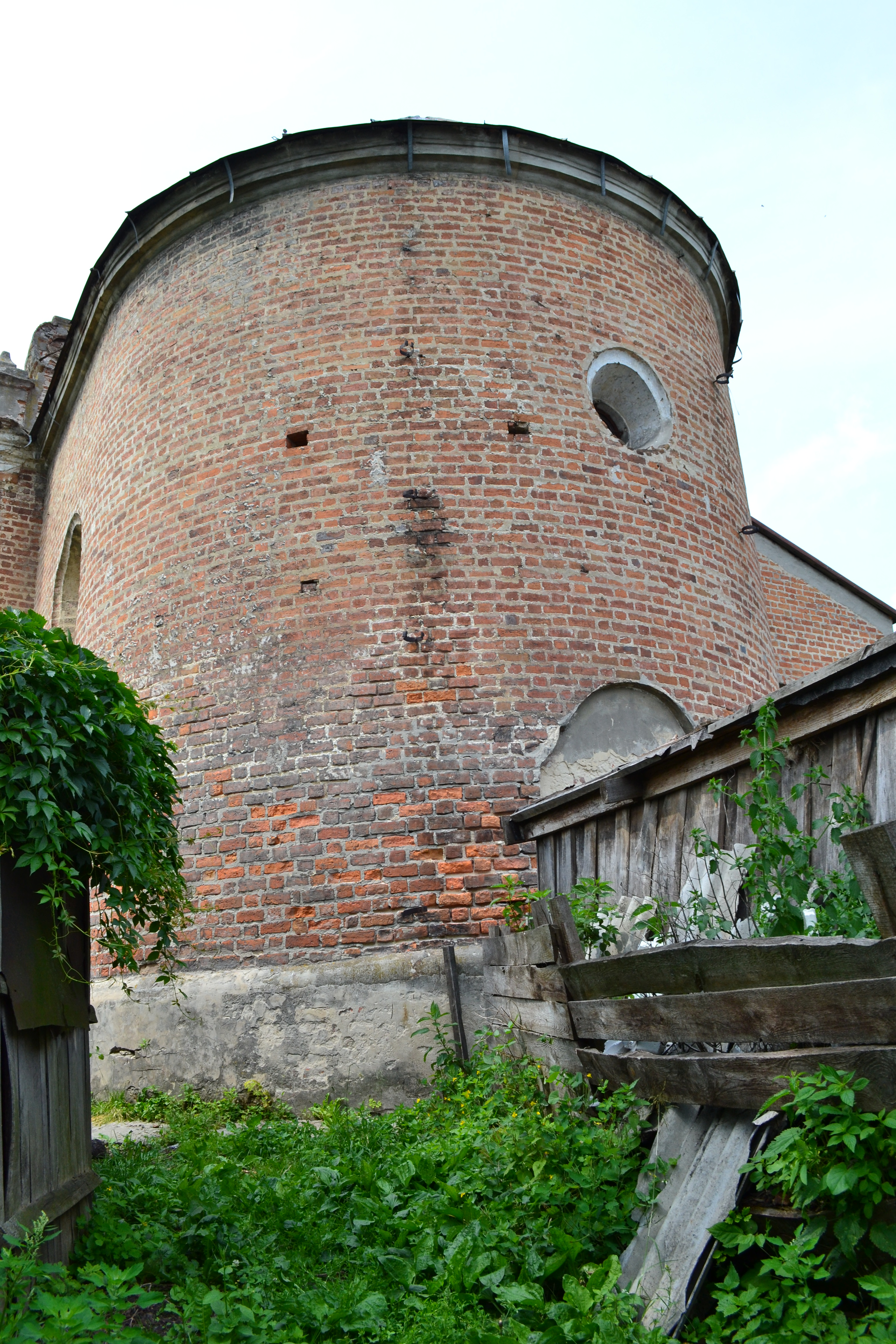
Апсида храма. Вид з  южно-восточной стороны
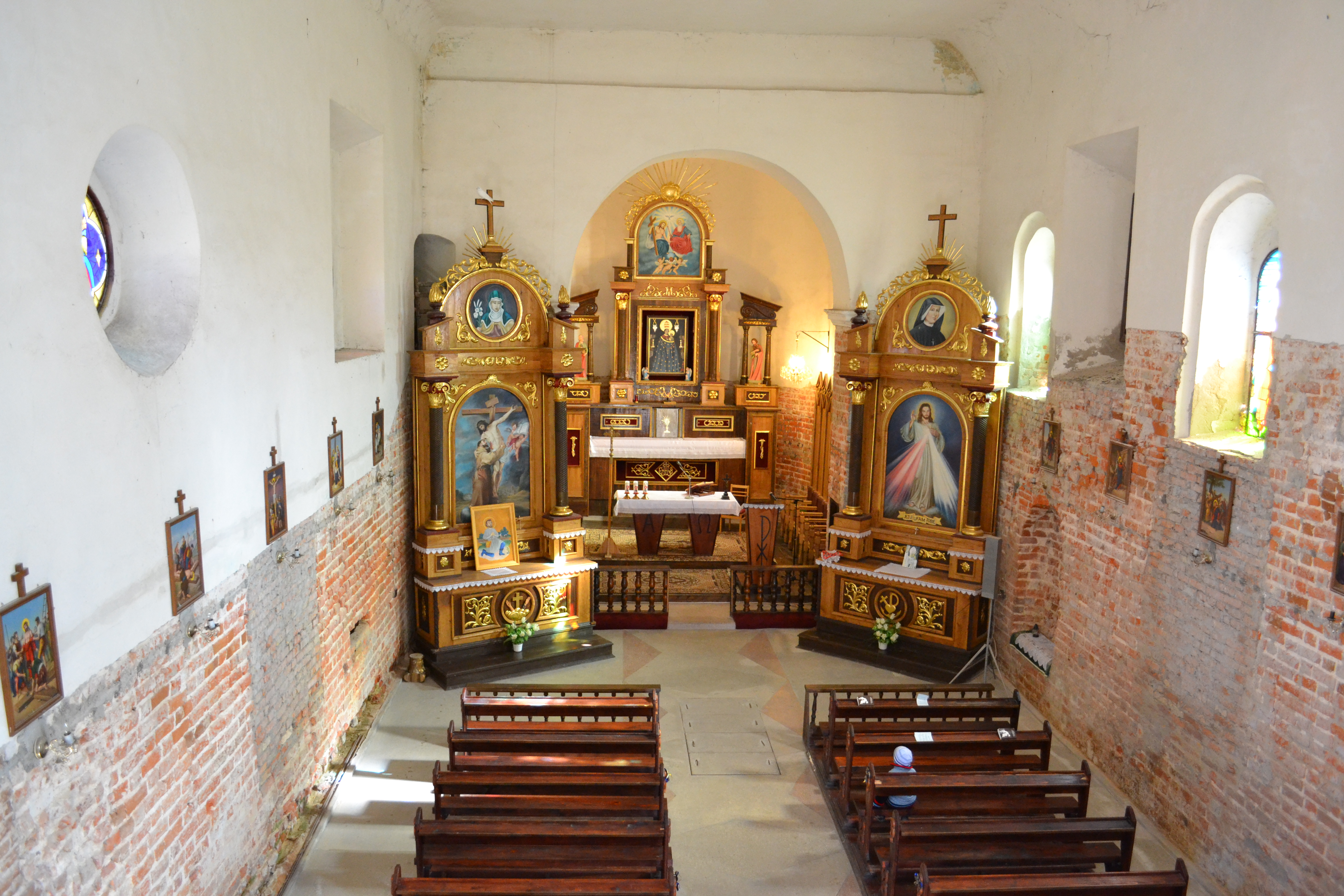
Интерьер

## Источник
- Справочник «Памятники градостроительства и архитектуры Украинской ССР» (том 2 ст.94)
- Справочник «Памятники градостроительства и архитектуры Украинской ССР» (том 2 ст.95)